# 公孫度
公孫度（150年—204年），字升濟（一作叔濟），幼名阿豹，幽州遼東襄平人，東漢末年割據於遼東地區的軍閥。

## 生平
永康元年（167年），隨其父公孫延躲避戰亂遷往玄菟定居。初為郡吏，後因幼名與玄菟太守公孫琙早逝兒子公孫豹相同及同年而倍加照顧。先被舉為尚書郎，不久又升為冀州刺史，但因而引起非議而作罷。後其同鄉徐榮在董卓手下做事，舉薦公孫度為遼東太守。本因出身低微為當地人所輕視，但他一到任後就先笞殺襄平令公孫昭，執行嚴刑峻法，夷滅百餘家以立威，甚至是郡中豪門望族的田韶等人，與公孫度無怨無仇也被藉口殺了。後又不斷開闢疆土，收服扶餘國，東伐高句麗，西擊烏丸。後討富山賊寇。
初平元年（190年），公孫度知道中原大亂，對其親信柳毅、陽儀說道：「漢室要滅亡了，度想要與其屬下商量謀取王位時機。」當時襄平延里祀社生了一塊大石頭，有一丈，而且有三個小石子做其足，有人對公孫度說道此石的形狀差不多類似漢宣帝的皇冠類似，所在延里的名字為「公孫延」，這就顯示出了公孫度擁有自己的土地了，而且有三公作為輔佐。公孫度聽到高興。原本河內太守李敏，郡中知名度高，因嫉恨公孫度所為而恐怕被公孫度所害，帶領其全家搬去一個小島住，度知道而生氣，將李敏的父墳剖開焚屍，誅滅其族。
領土擴展後分割遼東，置太守，渡海收東萊各縣，設營州刺史。自立為遼東侯、平州牧，追封其父為建義侯。為漢朝兩位祖先立廟宇，郊祀天地，親自藉田，也徵用民力耕種，開闢田地，治理軍隊，出行時坐着皇帝才能坐的鑾駕，所用的東西差不多跟皇帝一樣。曹操封其為武威將軍、永寧鄉侯，但公孫度已自以為是遼東王了，说：“我王辽东，何永宁也！”他在見到高士邴原時，曾嘆道：“所谓云中白鹤，非燕雀之网所能罗也。”建安九年（204年）去世，子公孫康代其位。

## 家庭

### 父親
- 公孫延。公孫度之父，與公孫度一起移居玄菟。

### 子女
- 公孫康。公孫度之子，公孫恭之兄。公孫度死後繼承遼東太守的職位，把前來投奔的袁熙、袁尚首級送給曹操。又大破高句麗軍，攻陷高句麗都城。
- 公孫恭。公孫度之子，公孫康之弟。公孫康死後因二子尚幼而繼承遼東太守的職位。後大病，成為閹人，被長大的公孫淵脅逼退位。

### 孫
- 公孫晃，公孫康之長子。因任子制在洛陽為官，公孫淵叛亂被殺後被下令處死。
- 公孫淵，公孫康之次子。反魏，被司馬懿擊殺。

## 辽东公孙氏世系图
|        |        |        |        |        |        |  |  | 建义侯 公孙延 （追封）    |                       |                       |                       |                       |                       |  |  |                         |                         |                         |                         |                         |                         |  |  |  |  |
|        |        |        |        |        |        |  |  |                           |                       |                       |                       |                       |                       |  |  |                         |                         |                         |                         |                         |                         |  |  |  |  |
|        |        |        |        |        |        |  |  | 永寧鄉侯 公孙度 ?-190-204 |                       |                       |                       |                       |                       |  |  |                         |                         |                         |                         |                         |                         |  |  |  |  |
|        |        |        |        |        |        |  |  |                           |                       |                       |                       |                       |                       |  |  |                         |                         |                         |                         |                         |                         |  |  |  |  |
|        |        |        |        |        |        |  |  |                           |                       |                       |                       |                       |                       |  |  |                         |                         |                         |                         |                         |                         |  |  |  |  |
|        |        |        |        |        |        |  |  | 襄平侯 公孙康 ?-204-?     | 襄平侯 公孙康 ?-204-? | 襄平侯 公孙康 ?-204-? | 襄平侯 公孙康 ?-204-? | 襄平侯 公孙康 ?-204-? | 襄平侯 公孙康 ?-204-? |  |  | 平郭侯 公孙恭 ?-?-228-? | 平郭侯 公孙恭 ?-?-228-? | 平郭侯 公孙恭 ?-?-228-? | 平郭侯 公孙恭 ?-?-228-? | 平郭侯 公孙恭 ?-?-228-? | 平郭侯 公孙恭 ?-?-228-? |  |  |  |  |
|        |        |        |        |        |        |  |  | 襄平侯 公孙康 ?-204-?     | 襄平侯 公孙康 ?-204-? | 襄平侯 公孙康 ?-204-? | 襄平侯 公孙康 ?-204-? | 襄平侯 公孙康 ?-204-? | 襄平侯 公孙康 ?-204-? |  |  | 平郭侯 公孙恭 ?-?-228-? | 平郭侯 公孙恭 ?-?-228-? | 平郭侯 公孙恭 ?-?-228-? | 平郭侯 公孙恭 ?-?-228-? | 平郭侯 公孙恭 ?-?-228-? | 平郭侯 公孙恭 ?-?-228-? |  |  |  |  |
|        |        |        |        |        |        |  |  |                           |                       |                       |                       |                       |                       |  |  |                         |                         |                         |                         |                         |                         |  |  |  |  |
| 公孙晃 | 公孙晃 | 公孙晃 | 公孙晃 | 公孙晃 | 公孙晃 |  |  | 燕王 公孙渊 ?-228-238     | 燕王 公孙渊 ?-228-238 | 燕王 公孙渊 ?-228-238 | 燕王 公孙渊 ?-228-238 | 燕王 公孙渊 ?-228-238 | 燕王 公孙渊 ?-228-238 |  |  |                         |                         |                         |                         |                         |                         |  |  |  |  |
| 公孙晃 | 公孙晃 | 公孙晃 | 公孙晃 | 公孙晃 | 公孙晃 |  |  | 燕王 公孙渊 ?-228-238     | 燕王 公孙渊 ?-228-238 | 燕王 公孙渊 ?-228-238 | 燕王 公孙渊 ?-228-238 | 燕王 公孙渊 ?-228-238 | 燕王 公孙渊 ?-228-238 |  |  |                         |                         |                         |                         |                         |                         |  |  |  |  |
|        |        |        |        |        |        |  |  | 公孙脩 ?-238              |                       |                       |                       |                       |                       |  |  |                         |                         |                         |                         |                         |                         |  |  |  |  |

## 部下

### 公孫度時
- 王烈，東漢中後期北方名士，曾任遼東太守公孫度的長史。（《魏志·管寧傳》[4]）
- 柳毅、陽儀，公孫度親信，公孫度向他們商討自立為王，後不久被張遼所破。（《魏志·公孫度傳》、《張遼傳》[5]）
- 凉茂，被公孙度擅自扣留，公孙度曾想趁曹操远征乌桓时袭击无守备的邺城被其劝阻。（《魏志·凉茂傳》）

#### 相關人物
- 公孫昭，遼東屬國人，任襄平縣令；
- 田韶，當地豪強，都先後被公孫度逮捕殺害。（《魏志·公孫度傳》[6]）
- 李敏，河內太守，西晉清官李胤之祖父。不滿公孫度所為，與一家人出海避禍。被公孫度焚燒父親屍體，誅其宗族。（《魏志·公孫度傳》）

## 公孫度年表
| 年號(西元)      | 年齡    | 事跡 |
| --------------- | ------- | --- |
| 和平元年(150年) | 1歲(?)  | 公孫度生(?) |
| 永康元年(167年) | 18歲(?) | 與父公孫延避居玄菟，度任為郡吏。玄菟太守公孫琙見度而親愛之，遣就師學，為取妻                                     |
| 建寧二年(169年) | 20歲(?) | 詔舉有道之士，與東郡謝弼、東海陳敦俱對策，除尚書郎(《魏志》作「郎中」)                                           |
| 建寧三年(170年) | 21歲(?) | 稍遷冀州刺史。後以謠言免(不知哪年)                                                                               |
| 中平六年(189年) | 40歲(?) | 同郡徐榮為董卓中郎將，薦公孫度為遼東太守。度到任，笞殺公孫昭于襄平市。誅郡中名豪大姓百餘家。東伐高句麗，西擊烏丸 |
| 初平元年(190年) | 41歲(?) | 分遼東為遼西、中遼郡，越海收東萊諸縣，置營州刺史。自立為遼東侯、平州牧                                           |
| 初平二年(191年) | 42歲(?) | 北海管寧、邴原、王烈前往依之                                                                                     |
| 建安九年(204年) | 55歲(?) | 曹操表公孫度為武威將軍，封永寧鄉侯。度死，子康嗣位，以永寧鄉侯封弟恭。                                           |

## 延伸阅读
[在维基数据编辑]
 《三國志·卷08》，出自陳壽《三國志》